# Peter Lilley
Pour les articles homonymes, voir Lilley.
Peter Lilley est un homme politique britannique membre du Parti conservateur, né le 23 août 1943 à Hayes.

## Biographie
Il est le leader du think-tank de centre-droit, le Bow Group, de 1973 à 1975.
De 1983 à 1997, il est représentant de St Albans à la Chambre des communes, succédant à Victor Goodhew.
Il est secrétaire économique du Trésor de 1987 à 1989, puis secrétaire financier de 1989 à 1990. Il devient ensuite membre du gouvernement Thatcher en titre, avec les postes de secrétaire d'État aux Affaires, à l'Innovation et au Savoir-faire de 1990 à 1992 et de secrétaire d'État au Travail et aux Retraites de 1992 à 1997.
Il est élu représentant d'Hitchin and Harpenden en 1997 à la suite de la création de ce district, et a depuis été réélu sans interruption jusqu'à 2017.
Il est nommé procureur général du cabinet fantôme par Michael Howard en 2003 et confirmé à cette fonction par le nouveau leader de l'opposition David Cameron. Il devient secrétaire d'État à l'Intérieur du cabinet fantôme le 12 juin 2008, succédant à David Davis. Enfin, le 19 janvier 2009, il devient secrétaire d'État à la Justice du cabinet fantôme.
Il est un partisan de la légalisation de la marijuana.
En 2010, il décide de se retirer de la vie politique.